# Cộng đồng Pháp
Cộng đồng Pháp (tiếng Pháp: Communauté française) là một liên minh quốc gia đã giải tán, được coi là sự kế thừa của Liên minh Pháp, là một loại khối liên hiệp đặc thù do diễn biến quan hệ giữa Pháp và các nước thuộc địa châu Phi thuộc Pháp cũ mà hình thành, nhằm duy trì mối liên hệ đặc thù giữa Pháp và thuộc địa của nó. Sự hình thành của nó có liên quan với các quy định của Hiến pháp Đệ ngũ Cộng hoà. Nước thành viên sau khi tuyên bố độc lập thông qua phương thức thoả thuận vẫn không thoát li Cộng đồng, nước không phải thành viên cũng có thể thông qua phương thức thoả thuận mà tham gia Cộng đồng mà không đánh mất địa vị độc lập quốc gia.
Nước thành viên thụ hưởng quyền tự trị, nhưng chính sách đối ngoại, quốc phòng, tiền tệ, chính sách vật tư chiến lược do Cộng đồng trù liệu toàn diện. Mỗi nước thành viên đều là chủ thể của pháp luật quốc tế, mà bản thân Cộng đồng không phải là chủ thể của pháp luật quốc tế. Sau này dần dần diễn biến thành Tổ chức quốc tế Quốc gia và Vùng lãnh thổ Pháp ngữ, phạm vi quốc gia mà nó bao hàm rất rộng lớn, có Canada và Việt Nam.

## Bối cảnh lịch sử
Một triệu nhà thực dân Pháp ở Algeria đặt quyết tâm, phản đối bất kì hành động có khả năng thúc đẩy Algeria độc lập, đồng thời đã đàn áp hoạt động biểu tình quy mô lớn bùng phát ở Algeria thuộc Pháp vào ngày 13 tháng 5 năm 1958. Sự kiện này thúc đẩy sự leo thang chiến tranh du kích trước đó thành Chiến tranh Algeria, đồng thời gây ra khủng hoảng chính trị bên trong nước Pháp, cuối cùng dẫn đến sụp đổ Đệ Tứ Cộng hoà Pháp. Quyền lực của tướng lĩnh de Gaulle bị trói buộc, hơn nữa bị ép chế định một quyển hiến pháp mới. Ban đầu, de Gaulle dường như hưởng ứng sự kì vọng của người Pháp tại Algeria, ông thậm chí từng mấy lần kết thúc bài phát biểu bằng cách hô lớn Algeria thuộc Pháp (Algerie Française), biểu thị ông sẽ ủng hộ họ. Tuy nhiên, theo như người ta nói ông bí mật phát biểu rằng, ông không có ý đồ vì lợi ích của một triệu di dân người Pháp, mà duy trì quyền kiểm soát đối với chín triệu người Algeria. Thái độ của ông đã được chứng minh trong hiến pháp mới ngay sau đó, hiến pháp mới đã bảo vệ quyền lợi yêu cầu về độc lập hoàn toàn của lãnh thổ hải ngoại Pháp.
Ngày 28 tháng 9 năm 1958, toàn bộ Liên minh Pháp (bắt đầu từ năm 1946 là người kế thừa Đế quốc thực dân Pháp) đã cử hành trưng cầu dân ý, hiến pháp mới đã giành được sự tán đồng của tất cả lãnh thổ hải ngoại trừ Guinea thuộc Pháp ra. Nghị viện lãnh thổ của lãnh thổ hải ngoại có thời gian bốn tháng kể từ sau khi công bố hiến pháp hiến pháp mới, nói đúng phải là, cho đến trước ngày 4 tháng 2 năm 1959, căn cứ vào điều 76 và điều 91 của hiến pháp mới, chọn lựa một trong các điều khoản được liệt dưới đây:
1. Duy trì địa vị lãnh thổ hải ngoại Pháp của bản thân.
2. Trở thành nước thành viên của Cộng đồng Pháp.
3. Trở thành tỉnh hải ngoại Pháp.

Không có lãnh thổ hải ngoại chọn lựa trở thành tỉnh hải ngoại, các lãnh thổ hải ngoại gồm quần đảo Comoro, Polynesia thuộc Pháp, Somaliland thuộc Pháp, New Caledonia, quần đảo Saint Pierre và Miquelon chọn lựa duy trì địa vị lãnh thổ hải ngoại Pháp của bản thân, Dahomey, Sudan thuộc Pháp, Madagascar, Mauritania, Niger, Senegal, Thượng Volta, Ubangi-Shari, Bờ Biển Ngà, Chad, Trung Kongo chọn lựa trở thành nước thành viên Cộng đồng, một số thành viên ngay sau đó đã đổi quốc hiệu.:10–11

## Phát triển cơ quan
Trong khoảng thời gian Đại chiến thế giới lần thứ hai, đế quốc thực dân do Pháp thiết lập lên thông qua bành trướng và xâm lược một thời gian dài có xu hướng sụp đổ. Sau chiến tranh, Pháp mưu đồ tái thiết chế độ thực dân thống trị, do Pháp, lãnh thổ hải ngoại, lãnh thổ sáp nhập, nhà nước sáp nhập hợp thành Liên minh Pháp, thay thế Đế quốc thực dân Pháp. Nhân dân thuộc địa liên tục không ngừng nổi dậy đấu tranh giành lấy độc lập dân tộc.
Cùng với sự phát triển không ngừng của phong trào độc lập dân tộc ở châu Phi, Liên minh Pháp thiết lập vào năm 1946 có khuynh hướng tan rã. Hiến pháp Đệ ngũ Cộng hoà do Pháp chế định vào tháng 9 năm 1958 quy định, đem Liên minh Pháp đổi thành Cộng đồng Pháp. Mỗi nước thành viên Cộng đồng thụ hưởng quyền tự chủ về phương diện nội chính và kinh tế, nhưng ngoại giao và quốc phòng vẫn do Pháp kiểm soát. Lúc thành lập Cộng đồng năm 1959, nước thành viên trừ quốc thổ Pháp, tỉnh hải ngoại và lãnh thổ hải ngoại ra, vẫn có 12 nước châu Phi thuộc Pháp cũ: Dahomey (nay là Benin), Bờ Biển Ngà, Sudan thuộc Pháp (nay là Mali), Mauritania, Niger, Thượng Volta (nay là Burkina Faso), Chad, Congo-Brazzaville, Gabon, Senegal, Madagascar, Ubangi-Shari (nay là Cộng hoà Trung Phi).
Hiến pháp Đệ Ngũ Cộng hoà Pháp năm 1958 quy định, thành lập Cộng đồng Pháp thay thế Liên minh Pháp, Tổng thống Pháp giữ chức Tổng thống Cộng đồng, các nước thành viên có quyền tự chủ về phương diện nội chính và kinh tế, Chính phủ Pháp thiết lập ban ngành chuyên phụ trách thương thảo hợp tác chính sách với những quốc gia này, nhưng ngoại giao và quốc phòng vẫn bị Pháp kiểm soát, tất cả lãnh thổ hải ngoại có thể tự ra quyết định gia nhập Cộng đồng hoặc độc lập. Tháng 2 năm 1959, Cộng đồng chính thức thành lập. Trừ Guinea độc lập (en) ra, tất cả lãnh thổ hải ngoại như Dahomey, Madagascar,... đều gia nhập. Hiến pháp sau khi sửa đổi vào năm 1960 quy định, nước thành viên sau khi độc lập vẫn có thể ở lại Cộng đồng, các nước độc lập khác cũng có thể gia nhập Cộng đồng. Liệu tính thông qua việc cấp quyền tự trị ở một mức độ nhất định, thay thế đế quốc bằng hình thức Cộng đồng, nhằm bảo vệ lợi ích truyền thống của Pháp. Tuy nhiên, sự nhượng bộ và cải cách "bình mới rượu cũ" này, hoàn toàn không thể thoả mãn yêu cầu độc lập tự chủ của nhân dân thuộc địa.
Cùng năm, sáu nước gồm Dahomey - nước thành viên ở Tây Phi của Cộng đồng, thoát li Cộng đồng. Thượng viện - cơ quan tổ chức Cộng đồng, giải tán vào năm 1961, Cộng đồng có xu hướng tan rã. Đến năm 1980 vẫn còn bảy nước thành viên, giữ gìn mối liên hệ kinh tế tương đối mật thiết. Sau khi Cộng đồng giải thể vào năm 1995, Pháp chủ yếu dựa vào hiệp định hợp tác và khu vực Franc CFA để duy trì quan hệ với các quốc gia kể trên. Cho đến 4 tháng 8 năm 1995, các điều khoản trong Hiến pháp Đệ Ngũ Cộng hoà liên quan đến Cộng đồng Pháp mới chính thức xoá bỏ căn cứ vào nghị quyết sửa đổi hiến pháp số hiệu 95-880 do Nghị viện Pháp thông qua.

## Cơ quan chủ yếu
Cơ quan chủ yếu của Cộng đồng Pháp có Ban chấp hành, Thượng viện và Toà án trọng tài. Tổng bộ đặt tại Paris. Bản sửa đổi Hiến pháp nước Pháp năm 1960 quy định thêm rằng, nước thành viên Cộng đồng có thể thông qua hiệp ước để trở thành quốc gia độc lập, nhưng không vì lẽ đó mà thoát li Cộng đồng. Cùng năm, 12 nước kể trên lần lượt tuyên bố độc lập. Sau đó, Dahomey, Niger, Thượng Volta, Bờ Biển Ngà, Mali và Mauritania lần lượt rút khỏi Cộng đồng. Còn lại 6 nước mặc dù ở lại Cộng đồng, nhưng về mặt hình thức đã xoá bỏ quyền lực tối cao của Pháp. Ban chấp hành hoàn toàn không có quyền lực về mặt vận hành tổ chức, hơn nữa sau khi cử hành hai kì liền tuyên bố giải tán vào tháng 3 năm 1961. Thượng viện Cộng đồng tuyên bố giải thể vào năm 1961, toà án trọng tài thì chưa bao giờ mở phiên toà. Kể từ sau đó, Pháp đã duy trì quan hệ song phương khá mật thiết với nước thành viên Cộng đồng cũ bằng các hình thức như hiệp ước song phương, hiệp định thương mại hoặc nước liên kết.